# Bianca Della Corte
Pour les articles homonymes, voir Della Corte.
Bianca Della Corte, née Bianca Licenziati le 12 juillet 1915 à Naples dans la région de la Campanie en Italie et morte le 28 août 2006 à Salins (Seine-et-Marne), est une actrice italienne.

## Biographie
Elle s'installe à Rome en 1937 pour travailler dans le monde du cinéma. Après une audition, elle est choisie par le réalisateur Guido Brignone pour un rôle secondaire dans le film Per uomini soli qui lance sa carrière. Elle obtient au cours des années suivantes de nouveaux rôles secondaires dans des productions italiennes, notamment dans les succès Adieu Jeunesse ! (Addio giovinezza) de Ferdinando Maria Poggioli ou Leçon de chimie à neuf heures (Ore 9 lezione di chimica) de Mario Mattoli.
De passage à Paris pour le tournage du film Le Comte de Monte-Cristo de Robert Vernay, elle y rencontre l'ex pro-nazi, dramaturge et romancier français Félicien Marceau. Elle cesse dès lors sa carrière d'actrice pour se marier avec lui et s'installe en France ou elle meurt en 2006 à l'âge de 88 ans. Elle repose au cimetière ancien de Neuilly-sur-Seine.

## Filmographie

### Au cinéma
- 1938 : Per uomini soli de Guido Brignone
- 1939 : Absence injustifiée (Assenza ingiustificata) de Max Neufeld
- 1939 : Bal au château (Ballo al castello) de Max Neufeld
- 1940 : Dopo divorzieremo de Nunzio Malasomma
- 1940 : Adieu Jeunesse ! (Addio giovinezza) de Ferdinando Maria Poggioli
- 1941 : Il pozzo dei miracoli de Gennaro Righelli
- 1941 : L'attore scomparso de Luigi Zampa
- 1941 : Primo amore de Carmine Gallone
- 1941 : Leçon de chimie à neuf heures (Ore 9 lezione di chimica) de Mario Mattoli
- 1941 : Due cuori sotto sequestro de Carlo Ludovico Bragaglia
- 1942 : Le Comte de Monte-Cristo (La rivincita di Montecristo), seconde partie : Le Châtiment, de Robert Vernay et Ferruccio Cerio

## Source
- Stefano Masi et Enrico Lancia (trad. de l'italien), Les séductrices du cinéma italien, Rome, Gremesse, 1996, 226 p. (ISBN 88-7301-075-X, présentation en ligne), p. 51.